# Liste des bourgmestres de Woluwe-Saint-Lambert

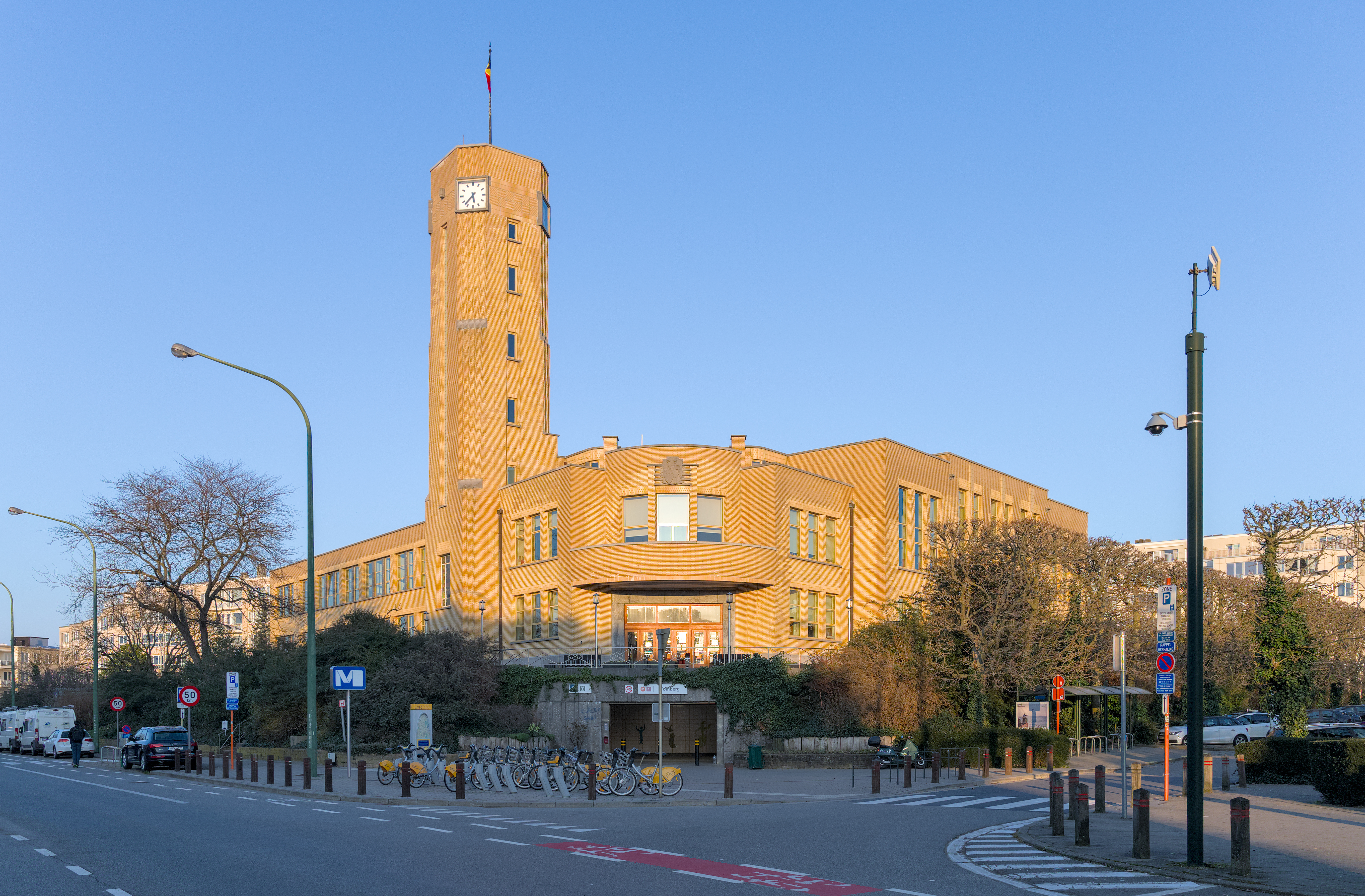
La maison communale de Woluwe-Saint-Lambert.

Cet article dresse la liste des bourgmestres de Woluwe-Saint-Lambert.

## Liste
- en 1796 : Pierre Verheyleweghen (agent municipal) (*)
- 1797 - 1798 : Jean-Baptiste Van Keerberghen (agent municipal)
- 1798 - 1799 : Henri Van Keerberghen (agent municipal)
- 1799 - 1808 : Jean-André Orban (agent municipal, puis Maire)
- 1808 - 1813 : François De Clerck (Maire)
- 1813 - 1816 : Jean-Francois Keyaerts (Maire)[1]
- 1816 - 1819 : François-Léopold Kessel (Maire, puis Mayeur)
- 1819 - 1860 ; Jean Devis (Mayeur, puis Bourgmestre)[2]
- 1860 - 1863 : Antoine Verheyleweghen[3]
- 1864 - 1874 : Henri Draeck
- 1875 - 1888 : Henri Verheyleweghen[3]
- 1889 - 1891 : Jean-François Debecker (Bourgmestre ff.)
- 1891 - 1903 : Jean-François Debecker[4]
- 1904 + 1911 : Jean Baptiste De Cock
- 1912 - 1921 : François Debelder[5]
- 1921 - 1932 : Edmond Lambert[3]
- 1933 - 1946 : Albert Servais[3],[6]
- 1947 - 1977 : Donald Fallon[7](PSC)
- 1977 - 2006 : Georges Désir[7](FDF)
- Depuis 2006 : Olivier Maingain[7](DéFI puis à partir de 2025 LIB·RES)